# Пљиж
Пљиж (стилизовано као PLjiŽ) сатирична је ток-шоу телевизијска емисија чије су аутори и водитељи новинар Дража Петровић, комичар Мићко Љубичић и сценариста Воја Жанетић. Сарадник на припреми вести за емисију је новинар Борис Хусовић.
Приказује се од 20. априла 2018, првобитно на телевизији Н1, а од 14. маја 2020. на каналу Нова. Пљиж је акроним који означава презимена тројице аутора овог серијала.
Емисија је хумористичко-сатиричног карактера која је настала после вишемесечних договора ради проналажења адекватног формата, на линији United Media−Н1 аутори. Потреба Н1 за једном мало опуштенијом недељном емисијом, забавно−сатиричног формата и жеља аутора да на духовит и другачији начин обраде догађаје из претходне недеље, уз шири осврт на теме које доминирају како локалним окружењем, тако и глобалним друштвено−политичким простором, резултирали су производњом оваквог програма.
Ванредно Јануарско заседање је специјал који је емитован 2. фебруара 2019. и Фебруарско заседање емитован 1. марта 2019. године.
Емисија је се приказивала петком на Н1 каналу, а од 14. маја 2020. четвртком у 21.00 час на мрежи Нова.  До сада је приказано шест сезона са 68 епизода. У септембру 2021. године аутори су саопштили да је емисија скинута са програма Нове С због нове програмске шеме те телевизије у којој нема таквих формата радним данима, већ само петком и суботом. Ауторима је понуђено да емисију пребаце на ТВ Н1 под другачијим условима, што су они одбили. 

## Преглед
| Сезона | Бр. епизода | Почетак емитовања | Крај емитовања     |
| ------ | ----------- | ----------------- | ------------------ |
| 1      | 10          | 20. април 2018.   | 22. јун 2018.      |
| 2      | 13          | 5. октобар 2018.  | 28. децембар 2018. |
| 3      | 12          | 29. март 2019.    | 14. јун 2019.      |
| 4      | 13          | 4. октобар 2019.  | 27. децембар 2019. |
| 5      | 7           | 14. мај 2020.     | 25. јун 2020.      |
| 6      | 13          | 1. октобар 2020.  | 24. децембар 2020. |
| 7      | 13          | 25. март 2021.    | 24. јун 2021.      |